# Géza Hollósi
Géza Hollósi (ur. 2 maja 1938 w Budapeszcie; zm. 6 września 2002 tamże) – węgierski zapaśnik walczący przeważnie w stylu wolnym. Trzykrotny olimpijczyk. Piąty w Rzymie 1960; czwarty w Tokio 1964 w stylu klasycznym i piąty w stylu wolnym; czternasty w Meksyku 1968. Walczył w kategorii 79 – 87 kg.
Wicemistrz świata w 1959 i 1961. Czwarty na mistrzostwach Europy w 1967 roku.
- Turniej w Rzymie 1960

Wygrał z Prodanem Gardżewem z Bułgarii, Ronaldem Huntem z Australii i Takashi Nagaiim z Japonii, a przegrał z Hasanem Güngörem z Turcji.
- Turniej w Tokio 1964

Pokonał Theunisa van Wyka z Zambii i Muhammada Faiza z Pakistanu, a przegrał z Mansurem Mahdizade z Iranu i Tatsuo Sasaki z Japonii.
- Turniej w Tokio 1964 - styl klasyczny

Zwyciężył Lee Gi-yeola z Korei Południowej, Maxa Kobelta ze Szwajcarii i Krali Bimbałowa z Bułgarii, a przegrał z Branislavem Simićem z Jugosławii i Jiří Kormaníkiem z Czechosłowacji.
- Turniej w Meksyku 1968

Wygrał z Umberto Marcheggianim z Włoch i Franciscem Ballą z Rumunii.